# Дезіре Лойпольд
Дезіре Лойпольд (нім. Désirée Leupold; нар. 11 листопада 1972) — колишня австрійська тенісистка.
Найвищу одиночну позицію світового рейтингу — 375 місце досягла 3 грудня 1990, парну — 357 місце — 10 квітня 1995 року.

## Фінали ITF
| Турніри $25,000 |
| Турніри $10,000 |

### Одиночний розряд: 2 (0–2)
| Результат | Ранг | Дата              | Турнір                  | Покриття | Суперниця     | Рахунок       |
| --------- | ---- | ----------------- | ----------------------- | -------- | ------------- | ------------- |
| Поразка   | 1.   | 4 червня 1990     | Лісабон, Португалія     | Ґрунт    | Катя Олєклаус | 6–0, 2–6, 1–6 |
| Поразка   | 2.   | 19 листопада 1990 | Флоріанополіс, Бразилія | Ґрунт    | Андреа Віейра | 4–6, 4–6      |

### Парний розряд: 5 (0–5)
| Результат | Ранг | Дата              | Турнір             | Покриття | Партнерка      | Суперниці                           | Рахунок       |
| --------- | ---- | ----------------- | ------------------ | -------- | -------------- | ----------------------------------- | ------------- |
| Поразка   | 1.   | 25 квітня 1994    | Нойдерфль, Австрія | Ґрунт    | Зандра Райхель | Моніка Кратохвілова Зденька Малкова | 0–6, 6–4, 1–6 |
| Поразка   | 2.   | 6 червня 1994     | Елваш, Португалія  | Тверде   | Ханет Соуто    | Анн Девріє Софія Празеріс           | 2–6, 6–4, 5–7 |
| Поразка   | 3.   | 20 листопада 1995 | Майорка 3, Іспанія | Ґрунт    | Жуана Педрозу  | Кіра Надь Андреа Носай              | 4–6, 6–7      |
| Поразка   | 4.   | 27 листопада 1995 | Майорка 4, Іспанія | Ґрунт    | Жуана Педрозу  | Лаура Фодорян Maria Popescu         | 4–6, 0–6      |
| Поразка   | 5.   | 27 травня 1996    | Барселона, Іспанія | Ґрунт    | Хісела Рієра   | Марта Кано Нурія Монтеро            | 5–7, 6–3, 1–6 |